# André Clot
André Clot (9 de noviembre de 1909-2002). Historiador francés y ensayista. 
Clot trabajó desde 1936 hasta 1942 para la agencia de noticias Agence Havas; desde 1943 hasta 1945 para Radio-Brazzaville y finalmente desde 1945 hasta su jubilación y retiro para la Agence France-Presse

Clot vivió muchos años en Turquía y en países del  Medio Oriente. Experto conocedor del mundo islámico. Publicó libros sobre la historia y cultura de los países islámicos.

## Literatura
- L’Espagne musulmane. VIIIe–XVe siècle. Perrin, Paris 1999, ISBN 2-262-01425-6.
- L'Egypte des Mamelouks: L'empire des esclaves 1250-1517, Perrin, 1999, ISBN 2-262-01030-7.
- Les Grands Moghols: Splendeur Et Chute, 1526-1707 . Plon, 1993, ISBN 2-259-02698-2.
- Mehmed II, le conquérant de Byzance (1432-1481). Perrin,1990, ISBN 2-262-00719-5.
- Haroun al-Rachid et le temps des "Mille et une nuits". Fayard, Paris 1986, ISBN 2-213-01810-3.
- Soliman Le Magnifique, Fayard, Paris, 1983, ISBN 2-213-01260-5. (Español: Soliman el Magnífico, de Emecé, 1985).